# Стил, Питер
Пи́тер То́мас Рата́йчик (англ. Peter Thomas Ratajczyk, 4 января 1962, Бруклин — 14 апреля 2010, Скрантон), более известный под псевдонимом Пи́тер Стил (англ. Peter Steele) — американский музыкант, основатель готик-метал группы Type O Negative и хардкор-проекта Carnivore.
Как фронтмен Type O Negative был известен своим «вампирическим» образом: высоким ростом (203 см), чёрным юмором написанных им песен и уникальным голосом, диапазоном в 4 октавы.
Во время записи альбома World Coming Down Стил потерял многих дорогих ему людей и даже ненадолго ушёл в запой, что отразилось на его текстах: они стали более мрачными, несли в себе чувство безысходности. Музыка же на этом альбоме тоже стала более тяжёлой: вернулись старые элементы дум-метала.
По словам музыканта, на его музыкальный стиль большое влияние оказали такие группы, как Black Sabbath и The Beatles.

## Биография
Питер Томас Ратайчик родился 4 января 1962 года в Бруклине (Нью-Йорк). Его отец, Питер, был польского происхождения, а мать, Анет — шотландско-ирландского и итальянского. Внешне был очень схож со своим отцом, как ростом, так и чертами лица. У Питера было пять родных сестёр — Аннет, Барбара, Патриция, Памела и Кэти. Питер говорил, что они научили его, как надо обращаться с женщинами. В школьные годы Питер был застенчивым и одиноким, ему не нравилась школа, и компании своих ровесников он предпочитал свою семью. Когда ему было 12, его сестра решила давать своей дочке, его ровеснице, и ему уроки игры на гитаре. А так как он пытался во всём опередить свою племянницу, то он очень старался, и в результате полюбил это дело. Вместе с Джошем Сильвером, будущим клавишником Type O Negative играл в своей первой группе Fallout. Группа существовала недолго, затем его с Джошем пути разошлись. В 1982 году основал и возглавил трэш-метал группу Carnivore, которая стала его первым серьёзным музыкальным проектом. 31 октября 1984 года, в Хэллоуин, женился на Донне Уайт, церемония прошла очень закрыто. В следующий Хэллоуин, на годовщину, они снова сыграли свадьбу, но теперь и для друзей и родственников. Неизвестно, как и когда произошёл разрыв их отношений. В 1985 году вышел первый, одноимённый альбом Carnivorе на лейбле Roadrunner Records. Музыка представляла собой скоростной кроссовер-трэш, иногда переходящий в затяжные медленные мелодии, а песня «Male Supremacy» стала предтечей звучания Type O Negative. Альбом получил высокие оценки от критиков и слушателей, а группа стала набирать популярность. В 1987 году вышел второй альбом — «Retaliation», перед записью которого в группе сменился гитарист. В то время Стил был в тусовке панков и скинхэдов, что отразилось на звучании альбома — он приблизился по звучанию к яростному нью-йоркскому хардкору, композиции стали ещё более быстрыми и короткими. Новый релиз также завоевал успех и критиков, и слушателей. В 2005 Французский журнал Rock Hard составил список «The 500 Greatest Rock & Metal Albums of All Time», в котором «Retaliation» был поставлен на 316 место. Несмотря на успех, Стил распускает Carnivore, объясняя это тем, что ему стало одиноко на панковой сцене: многие из его друзей-коллег по сцене разбрелись по миру, умерли, либо попали в тюрьму. После Питер работал на департамент паркового хозяйства города Нью Йорка — был оператором тяжёлого оборудования. Проработав там 2 года, Стил решил стать полицейским, и уже начал готовиться к этому — коротко постригся, начал посещать курсы. Став секс символом, в 1995 году Стил позировал обнажённым для августовского номера журнала Playgirl. Когда он не гастролировал, он жил в Бруклине в подвале дома своей матери. До Type O Negative Питер играл в группах — Aggression, Repulsion, Fallout и Carnivore. Питер был левшой, у него были светло-голубые глаза с небольшим пигментом коричневого вокруг зрачка который переливался зелёным либо жёлтым, но он носил ярко зелёные линзы. Владел мотоциклом Harley Davidson Softail и старым автомобилем (платформа G концерна General Motors), который с виду похож на танк. Питер очень много потрудился над модификациями своего автомобиля: помимо полной переработки внешнего вида, Стил установил на крыше мегафон, в который он кричал во время пробок или других причин, вызывающих недовольство водителя, что было в духе своеобразного юмора музыканта. Стил предпочитал красное вино и не пил водку, не курил, но, по его рассказам, ему нравились курящие женщины. Питер обожал накачивать мускулы, и был атлетичного телосложения. Бурно переживая разрыв со своей подружкой, Питер попытался покончить жизнь самоубийством, вскрыв себе вены, но не смог этого сделать, зато разбил лицо мужу своей бывшей, за что на некоторое время угодил в тюрьму.

## Смерть
14 апреля 2010 Питер Стил скончался. Причиной смерти 48-летнего фронтмена другие музыканты группы назвали сердечную недостаточность, позже выяснилось, что он умер от аневризмы аорты. До этого у исполнителя были проблемы со здоровьем, — он страдал биполярным расстройством, о чём неоднократно упоминал в интервью. Однако в последние дни своей жизни он шёл на поправку и мог самостоятельно работать над написанием текстов.
После смерти Стила члены Type O Negative не делали официальных сообщений о дальнейшей судьбе группы, однако в интервью французскому журналу Rock Hard Хики и Келли заявили, что группы больше не существует.

## Бас-гитары
Ещё играя в Carnivore Питер использовал Alembic Spoiler, с которой были записаны первые 3 альбома Type O Negative. Альбом October Rust был записан уже с ESH Stinger, использовавшейся в туре. World Coming Down записывался на Fernandes, формой напоминающей Rickenbaker. В 2003 начал использовать бас той же фирмы, но другой модели — Tremor Deluxe Vinnland Green, изготовленной по контракту фирмой Fernandes специально для него. Было изготовлено несколько экземпляров, однако Стил одобрил не все — ему нужен был инструмент, полностью соответствующий нужному оттенку Vinnland Green, и забраковал не соответствующие его стандартам копии, что было вполне в его стиле чёрного юмора. В 2006 году и до конца жизни использовал Washburn M-10. В одном из последних интервью в доме Питера были сделаны фотографии, где он был с басом фирмы Rickenbacker. Питер всегда играл медиатором.

## Дискография

### Carnivore
- 1985 — Carnivore
- 1987 — Retaliation

### Альбомы
- 1991 Slow Deep and Hard
- 1992 The Origin of the Feces (пародия на концертный альбом)
- 1993 Bloody Kisses US #166 (стал платиновым), GER #60
- 1996 October Rust US #42 (стал золотым), GER #5
- 1999 World Coming Down US #39, GER #3
- 2003 Life Is Killing Me US #39, GER #9,
- 2007 Dead Again US #27

### Синглы
- 1993 Black No.1 (Little Miss Scare-All)
- 1993 Christian Woman
- 1995 Summer Breeze
- 1996 In Praise of Bacchus
- 1996 Love You To Death
- 1996 My Girlfriend’s Girlfriend
- 1997 Cinnamon Girl
- 2000 Everyone I Love Is Dead
- 2000 Everything Dies
- 2003 I Don’t Wanna Be Me
- 2006 Santana Medley
- 2007 Profits of Doom
- 2008 September Sun

### Сборники
- 1998 Stone Flowers (бутлег)
- 2000 Least Worst Of US #99, GER #50
- 2006 The Best of Type O Negative[англ.]

### DVD/Видео
- 1998/2000 After Dark (документальный фильм и сборник клипов; стал золотым)
- 2006 Symphony for the Devil (выпущен Steamhammer/SPV)